# Hugr
Hugr est dans la mythologie nordique un des cinq corps constituant l'homme. Hugr est le corps mental, la capacité d'acquérir des connaissances et de s'en servir. Sans Hugr, l'homme oublie tout ce qu'il a appris et devient comme un animal. Pour permettre au corps mental d'évoluer, l'homme doit exercer sa mémoire, à long terme et à court terme, sa concentration, ses facultés logiques et aussi le repos mental. Ces croyances sont aujourd'hui vues dans l'Asatru, l'Odinisme et l'Odalisme. Cependant son nom peut différer d'une famille à une autre selon les différentes cultures.
Selon Régis Boyer, le hugr est un principe actif universel assez semblable au manitou amérindien. Claude Lecouteux le rapproche de l' animus ou du spiritus latin. De nature impersonnelle, il est en principe indépendant des individus, bien qu'il puisse se manifester directement ou indirectement à travers eux, contre leur gré par exemple. Il peut également être sollicité par quelqu'un, pour lui-même ou à l'encontre d'autrui, pour une cause malveillante par exemple. Dans ce dernier cas il peut provoquer des maladies.
Toujours selon Régis Boyer, dans la mythologie nordique Odin porte sur ses épaules deux corbeaux, hypostases du dieu : Munninn et Huginn, la Mémoire, et le Hugr.

Hugi bat à la course Thjálfi, le plus rapide coureur d'Utgard. Hugi est en fait l'esprit d'Utgarda-Loki.

Les sorcières ont la capacité de capter et domestiquer le hugr lorsqu'elles chevauchent le soir ou dans le noir. La morsure du hugr peut se faire à l'initiative de ces dernières, mais aussi du cadavre ou d'une créature gigantesque (tuss ou thurs).
Dans le langage, on retrouve le hugr dans les mots ou expressions suivantes : 
- le présage, ce à quoi vous invite le hugr
- avoir le pressentiment de : voilà ce que me dit le hugr
- idée subite et inattendue, avoir la présence d'esprit de réagir de telle ou telle façon : trait lancé par le hugr
- il se sent à son aise pour parler de quelque chose ou savoir comment réagir : le hugr est aisé
- réfléchir à : mener son hugr sur quelque chose,
- être dans l'embarras : faire agir un double hugr sur quelque chose
- fou : à qui on a ravi le hugr
- désirer une femme : placer son hugr sur une femme